# آتش‌چشم پشت‌چتری
آتش‌چشم پشت‌چتری (نام علمی: Pyriglena atra) نام یک گونه از سرده آتش‌چشم است.